# 羽黒駅 (茨城県)
羽黒駅（はぐろえき）は、茨城県桜川市友部にある、東日本旅客鉄道（JR東日本）水戸線の駅である。
当駅は桜川の東部に位置し岩瀬日本大学高等学校・曜光山月山寺の最寄駅である。

## 歴史

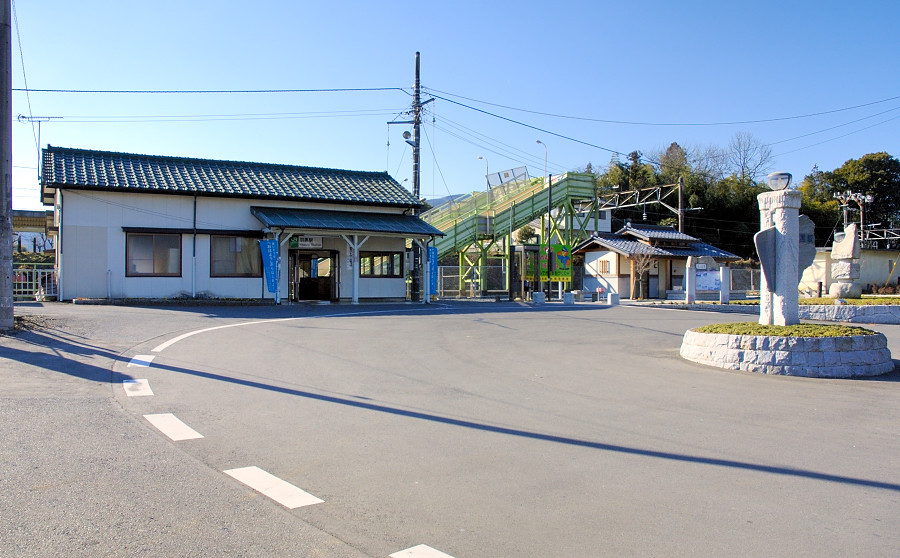
旧駅舎（2007年1月）

- 1904年（明治37年）4月1日：大貫石材店大貫亀吉から駅敷地が寄付され、日本鉄道の貨物駅として新設[2]。
- 1906年（明治39年）11月1日：国有化[2]。
- 1909年（明治42年）10月12日：線路名称制定により、水戸線の駅となる。
- 1910年（明治43年）7月20日：旅客取扱開始[2]。
- 1970年（昭和45年）
  - 2月20日：貨物取扱廃止[2]。
  - 3月1日：荷物扱い廃止[2]。
- 1987年（昭和62年）4月1日：国鉄分割民営化に伴い、東日本旅客鉄道（JR東日本）の駅となる[2]。
- 2001年（平成13年）11月18日：ICカード「Suica」が可能となる[4]。
- 2009年（平成21年）3月14日：発車メロディー導入。
- 2014年（平成26年）2月25日：新駅舎使用開始[5]。
- 2020年（令和2年）3月14日：業務委託駅から無人駅となる。

## 駅構造
島式ホーム1面2線を有する地上駅。駅舎とホームは跨線橋で連絡している。
無人駅（水戸統括センター（下館駅）管理）。簡易Suica改札機設置。

### のりば
| 番線 | 路線    | 方向 | 行先           |
| ---- | ------- | ---- | -------------- |
| 1    | ■水戸線 | 下り | 友部・水戸方面 |
| 2    | ■水戸線 | 上り | 下館・小山方面 |

（出典：JR東日本:駅構内図）

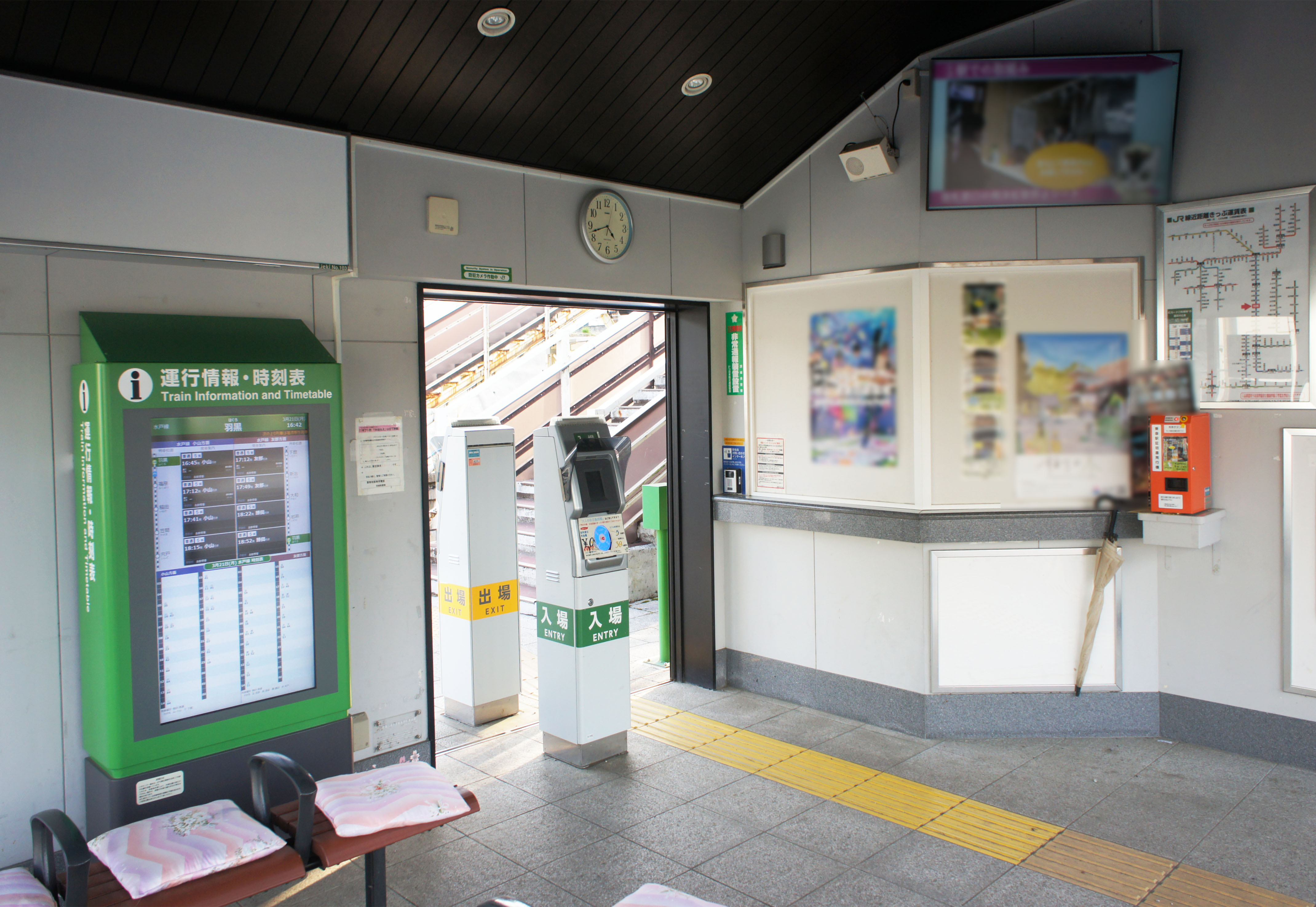
改札口（2022年1月）
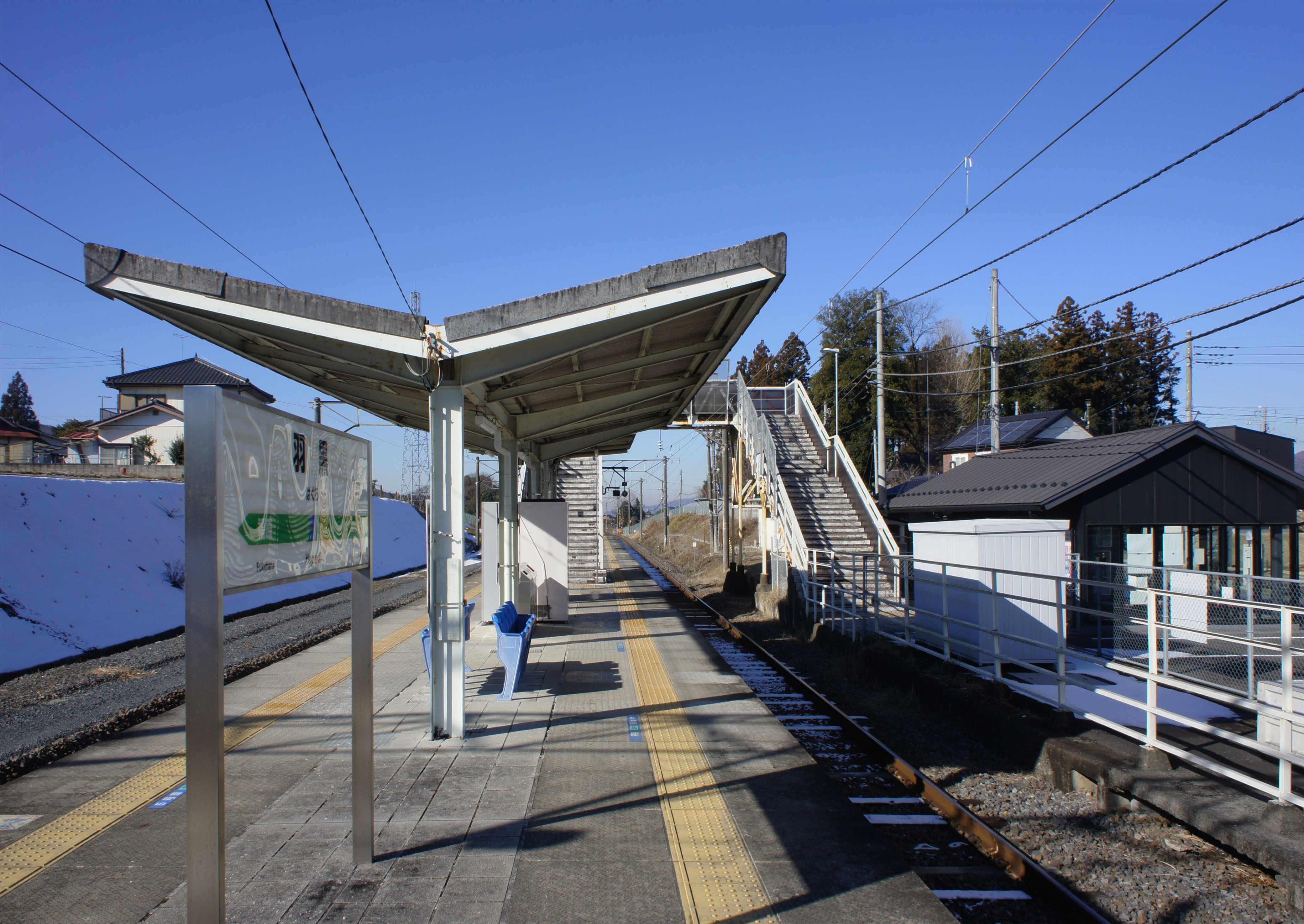
ホーム（2022年1月）

## 利用状況
JR東日本によると、2000年度（平成12年度） - 2018年度（平成30年度）の1日平均乗車人員の推移は以下の通り。
| 乗車人員推移       | 乗車人員推移     | 乗車人員推移    |
| 年度               | 1日平均 乗車人員 | 出典            |
| ------------------ | ---------------- | --------------- |
| 2000年（平成12年） | 815              | [ 利用客数 1 ]  |
| 2001年（平成13年） | 822              | [ 利用客数 2 ]  |
| 2002年（平成14年） | 798              | [ 利用客数 3 ]  |
| 2003年（平成15年） | 818              | [ 利用客数 4 ]  |
| 2004年（平成16年） | 819              | [ 利用客数 5 ]  |
| 2005年（平成17年） | 820              | [ 利用客数 6 ]  |
| 2006年（平成18年） | 824              | [ 利用客数 7 ]  |
| 2007年（平成19年） | 788              | [ 利用客数 8 ]  |
| 2008年（平成20年） | 765              | [ 利用客数 9 ]  |
| 2009年（平成21年） | 709              | [ 利用客数 10 ] |
| 2010年（平成22年） | 755              | [ 利用客数 11 ] |
| 2011年（平成23年） | 765              | [ 利用客数 12 ] |
| 2012年（平成24年） | 729              | [ 利用客数 13 ] |
| 2013年（平成25年） | 683              | [ 利用客数 14 ] |
| 2014年（平成26年） | 648              | [ 利用客数 15 ] |
| 2015年（平成27年） | 660              | [ 利用客数 16 ] |
| 2016年（平成28年） | 667              | [ 利用客数 17 ] |
| 2017年（平成29年） | 677              | [ 利用客数 18 ] |
| 2018年（平成30年） | 671              | [ 利用客数 19 ] |

## 駅周辺
- 国道50号
- 岩瀬日本大学高等学校 - 友部
- 桝箕ヶ池 - 友部。羽黒駅の南約500メートルに位置し、コハクチョウの飛来地として知られる[6]。
- 磯部桜川公園（桜川のサクラ） - 磯部
- 月山寺（月山寺美術館）-西小塙
- 二所神社 - 西小塙
- 香取神社 - 友部
- 桜川市立羽黒小学校 - 友部
- 東那珂郵便局 - 西小塙
- ケーズデンキ - 友部
- カインズホーム - 友部

## 隣の駅
東日本旅客鉄道（JR東日本）
■水戸線
岩瀬駅 - 羽黒駅 - 福原駅

### 記事本文
1. 1 2 3  『週刊 JR全駅・全車両基地』 05号 上野駅・日光駅・下館駅ほか92駅、朝日新聞出版〈週刊朝日百科〉、2012年9月9日、28頁。
2. 1 2 3 4 5 6 7  石野哲 編『停車場変遷大事典 国鉄・JR編 II』（初版）JTB、1998年10月1日、466頁。ISBN 978-4-533-02980-6。
3. ↑  “月山寺”.   桜川市. 2023年6月20日閲覧。
4. ↑  “Suicaご利用可能エリア” (PDF).   東日本旅客鉄道 (2001年9月4日). 2014年2月3日時点のオリジナルよりアーカイブ。2020年5月28日閲覧。
5. ↑  『水戸線羽黒駅、常磐線南中郷駅新駅舎の供用開始について』（PDF）（プレスリリース）東日本旅客鉄道水戸支社、2014年2月14日。オリジナルの2014年8月5日時点におけるアーカイブ。2014年3月28日閲覧。
6. ↑  関東ふれあいの道 御嶽山から坂東24番札所へのみち 茨城県（2024年10月22日閲覧）

### 利用状況
1. ↑  “各駅の乗車人員（2000年度）”.   東日本旅客鉄道. 2019年3月10日閲覧。
2. ↑  “各駅の乗車人員（2001年度）”.   東日本旅客鉄道. 2019年3月10日閲覧。
3. ↑  “各駅の乗車人員（2002年度）”.   東日本旅客鉄道. 2019年3月10日閲覧。
4. ↑  “各駅の乗車人員（2003年度）”.   東日本旅客鉄道. 2019年3月10日閲覧。
5. ↑  “各駅の乗車人員（2004年度）”.   東日本旅客鉄道. 2019年3月10日閲覧。
6. ↑  “各駅の乗車人員（2005年度）”.   東日本旅客鉄道. 2019年3月10日閲覧。
7. ↑  “各駅の乗車人員（2006年度）”.   東日本旅客鉄道. 2019年3月10日閲覧。
8. ↑  “各駅の乗車人員（2007年度）”.   東日本旅客鉄道. 2019年3月10日閲覧。
9. ↑  “各駅の乗車人員（2008年度）”.   東日本旅客鉄道. 2019年3月10日閲覧。
10. ↑  “各駅の乗車人員（2009年度）”.   東日本旅客鉄道. 2019年3月10日閲覧。
11. ↑  “各駅の乗車人員（2010年度）”.   東日本旅客鉄道. 2019年3月10日閲覧。
12. ↑  “各駅の乗車人員（2011年度）”.   東日本旅客鉄道. 2019年3月10日閲覧。
13. ↑  “各駅の乗車人員（2012年度）”.   東日本旅客鉄道. 2019年3月10日閲覧。
14. ↑  “各駅の乗車人員（2013年度）”.   東日本旅客鉄道. 2019年3月10日閲覧。
15. ↑  “各駅の乗車人員（2014年度）”.   東日本旅客鉄道. 2019年3月10日閲覧。
16. ↑  “各駅の乗車人員（2015年度）”.   東日本旅客鉄道. 2019年3月10日閲覧。
17. ↑  “各駅の乗車人員（2016年度）”.   東日本旅客鉄道. 2019年3月10日閲覧。
18. ↑  “各駅の乗車人員（2017年度）”.   東日本旅客鉄道. 2019年7月9日閲覧。
19. ↑  “各駅の乗車人員（2018年度）”.   東日本旅客鉄道. 2019年7月9日閲覧。